# 1250年代
1250年代（せんにひゃくごじゅうねんだい）は、西暦（ユリウス暦）1250年から1259年までの10年間を指す十年紀。

## できごと

### 1250年
- エジプトにマムルーク朝成立。
- スウェーデン王ビルイェル・ヤール、フィンランド遠征（北方十字軍）。

### 1252年
- 宗尊親王が鎌倉幕府第6代将軍となる。

### 1256年
- 北条長時が鎌倉幕府第6代執権に就任。

### 1257年
- 神学者ロベール・ド・ソルボンがパリ大学の神学寮「ソロボンヌ」を創立。

### 1258年
- モンゴルのフレグがバグダードへ入城し、アッバース朝を滅ぼす。

### 1259年
- モンケが合州城近郊の釣魚山にて陣没。
- 後深草天皇が譲位し、第89代亀山天皇が即位。